# Мариехамн (футбольный клуб)
«Ма́риехамн» (фин. IFK Mariehamn) — финский футбольный клуб из города Мариехамн, столицы Аландских островов, Финляндия. Основан в 1919 году. Домашние матчи команда проводит на стадионе «Виклеф Холдинг» общей вместимостью до 4 000 зрителей.
Единственный клуб с Аландских островов, принимающий участие в Вейккауслиге, высшем дивизионе чемпионата Финляндии по футболу.
В сезоне 2016 года «Мариехамн» впервые в своей истории стал чемпионом Финляндии по футболу.

## История
Клуб был основан в 1919 году. Поначалу команда принимала соревнования только в местных турнирах, но с 1945 года стала выступать в чемпионатах Финляндии. До начала 70-х годов клубу не удавалось подняться выше третьего дивизиона, в сезоне-1971 «Мариехамн» вышел во второй дивизион, но в нём не удалось закрепиться. В 1975 году команда снова выходит во второй дивизион, а уже в 1977 году дебютирует в первом дивизионе. Сезон-1978 был неудачным, и клуб вернулся во второй дивизион, где играл до 1990 года, когда вылетел в третий. Спустя два года «Мариехамн» вернулся во второй дивизион, где стабильно выступал в дальнейшем. Но с приходом главного тренера Пекка Лююски в 2002 году начались большие перемены: произошёл прорыв вверх по финской системе лиг. Уже в конце сезона 2004 года «Мариехамн» впервые в своей истории вышел в высший дивизион чемпионата Финляндии — Вейккауслигу.
В первом сезоне в Вейккауслиге бело-зелёные до июня держались в верхней части турнирной таблицы, но затем последовало девять поражений в десяти матчах. В итоге клуб занял 12 место из 14-ти команд. Лидером в дебютном сезоне оказался Давид Карлссон, который забил 14 мячей и занял третье место в списке бомбардиров лиги. Это более половины всех мячей, забитых «Мариехамном».
В 2006 году с самого начала сезона клуб был в верхней половине таблицы, до середины лета боролся за медали, но далее последовал провал и серия поражений. Однако отличный финиш принёс клубу 5 место. От еврокубкого 4 места команду отделило 5 очков. Благодаря достойному выступлению клуба, в Мариехамне появился интерес к футболу, местный стадион был полон во время матчей, который реконструировали: поменяли газон, установили искусственное освещение. В ходе сезона хорошо проявили себя центральный защитник Эрик Сандавернин и нападающий Юстус Ваяне, который стал лучшим бомбардиром команды.
В 2007 году «Мариехамн» после первого круга занимал последнее место и имел 9 очков и 7 забитых мячей. Это было неожиданным так как прошлые два сезона выдались довольно удачными. Но во втором круге команда выдала 12-матчевую беспроигрышную серию и заняла 6 место, уступив лишь в последнем туре. Внёс свой вклад в успех во втором круге Давид Карлссон, восстановившийся после серьёзной травмы, из-за которой он пропустил первую половину сезона. Другими ключевыми фигурами на поле были Мика Нискала и Матс Густафссон. Второй год подряд лучшим бомбардиром клуба был Юстус Ваяне.
В 2008 году клуб захватила эпидемия травм, приходилось менять состав и покупать новых игроков. В заявке команды числилось 30 футболистов, из них 15 легионеров, а также 5 вратарей. Они помогли «Мариехамну» сохранить прописку в высшем дивизионе, но несыгранность и постоянная ротация состава не позволили занять высокое место. В итоге 12 место из 14 команд.
2009 год был лучшим в истории клуба. Клуб начал сезон как полностью профессиональный футбольный (не спортивный). «Мариехамн» занял 4 место в Вейккауслиге. Клуб выдал 16-матчевую беспроигрышную серию. Одной из причин успеха было то, что Пекка Лююски внёс изменения в игре, были изучены ошибки прошлого сезона, поменял тактику. Мика Нискала уступил место в основном составе Яни Лююски. Паулюс Араюри был лидером обороны. Хорошо себя проявил вратарь Густав Ломбакка. Тамаш Груборович стал лучшим бомбардиром команды, забив 8 мячей.
В 2010 году «Мариехамну» едва удалось удержаться в высшем дивизионе. Команда заняла 12 место, но от последнего её отделило всего лишь два очка. Было множество проблем в обороне, но никакие изменения главного тренера не могли исправить ситуацию. В заявке числились игроки из 11 стран. Тамаш Груборович и Микко Паателайнен проявили себя как лидеры. Венгерский футболист в июле признавался игроком месяца, забил 10 мячей и стал лучшим бомбардиром клуба. Клуб впервые принял участие в розыгрыше Кубка Финляндии, и дошёл до полуфинала, уступив ХИКу 0:3.
В 2011 году клуб ждали серьёзные усиления. На замену Тамашу Груборовичу пришёл нападающий Алексей Кангсколкка. Также пришли Йонас Эмет, Кристиан Койола и Яркко Вярттё. Однако сезон принёс разочарования: «Мариехамн» занял 7 место. Американский вратарь Джош Уикс хорошо проявил себя по ходу сезона. В Кубке Финляндии «Мариехамн» во второй раз подряд дошёл до полуфинала, но вновь уступил со счётом 0:3, клубу КуПС.
В 2012 году клуб дошёл до четвертьфинала кубка Финляндии, но вновь уступил «КуПСу». В чемпионате команда заняла четвёртое место, не дающее выступать в еврокубках, но прошла в Лигу Европы как один из трёх клубов-победителей рейтинга «Fair Play». Клуб добился этого права впервые за свою историю. «Мариехамн» дебютировал в еврокубках в рамках Лиги Европы сезона 2013/14 на стадии первого квалификационного раунда 4 июля в выездном поединке против азербайджанского «Интера». Игра завершилась со счётом 1:1. В ответном матче в родных стенах «Мариехамн» уступил со счётом 0:2 и прекратил выступление в турнире.
Помимо выступлений в чемпионате Финляндии, «Мариехамн» продолжает принимать участие в местных футбольных турнирах Аландских островов — в кубке (44 победы) и в чемпионате Аландских островов (44 титула).
В 2016 году «Мариехамн» впервые в своей истории стал чемпионом Финляндии по футболу, став первым клубом с Аландских островов, выигравшим золотые медали финского национального первенства.

## Достижения
Вейккауслига
- Чемпион (1): 2016

Кубок Финляндии
- Обладатель (1): 2015
- Финалист (1): 2019

Чемпионат Аландских островов
- Чемпион (44): 1943, 1944, 1946/47, 1953 (kevät), 1953 (syksy), 1956, 1957, 1958, 1959, 1960, 1961, 1976, 1977, 1979, 1980, 1981, 1982, 1983, 1984, 1985, 1986, 1987, 1988, 1989, 1992, 1995, 1997, 1998, 1999, 2000, 2001, 2002, 2003, 2004, 2005, 2006, 2007, 2008, 2009, 2010, 2011, 2012, 2014, 2015

Кубок Аландских островов
- Победитель (44): 1943, 1944, 1945/46, 1946/47, 1950/51, 1952, 1955, 1956, 1957, 1958, 1959, 1964, 1968, 1970, 1972, 1974, 1975, 1976, 1977, 1978, 1980, 1981, 1982, 1984, 1985, 1988, 1989, 1994, 1995, 1996, 1997, 1998, 1999, 2000, 2001, 2002, 2003, 2004, 2005, 2006, 2007, 2008, 2009, 2012

## Текущий состав
| 1  | Финляндия   | Вр  | Марк Нордквист | 1997 |  |  |  |  |
| 88 | Финляндия   | Вр  | Оскари Форсман | 1988 |  |  |  |  |
|    |             |     |                |      |  |  |  |  |
| 2  | Бразилия    | Защ | Алан Энрике    | 1991 |  |  |  |  |
| 3  | Нидерланды  | Защ | Робин Бувалда  | 1994 |  |  |  |  |
| 5  | Швеция      | Защ | Калле Свенсон  | 1987 |  |  |  |  |
| 16 | Финляндия   | Защ | Апо Мяенпя     | 1998 |  |  |  |  |
| 23 | Финляндия   | Защ | Микко Сумусало | 1990 |  |  |  |  |
| 28 | Финляндия   | Защ | Йири Ниссинен  | 1997 |  |  |  |  |
| 44 | Нигерия     | Защ | Франклин Окой  | 1999 |  |  |  |  |
|    |             |     |                |      |  |  |  |  |
| 6  | Кот-д’Ивуар | ПЗ  | Мусса Коне     | 1996 |  |  |  |  |
| 7  | Финляндия   | ПЗ  | Рику Сьёрос    | 1995 |  |  |  |  |

| 8  | Гана                        | ПЗ  | Мохаммед Абубакари  | 1986 |  |  |  |  |
| 10 | Сенегал                     | ПЗ  | Эмиль Тенденг       | 1992 |  |  |  |  |
| 17 | Финляндия                   | ПЗ  | Элиас Мастокангас   | 2001 |  |  |  |  |
| 20 | Финляндия                   | ПЗ  | Эро Тамминен        | 1995 |  |  |  |  |
| 21 | Финляндия                   | ПЗ  | Нило Мяенпя         | 1998 |  |  |  |  |
| 25 | Южно-Африканская Республика | ПЗ  | Янга Балисо         | 1997 |  |  |  |  |
| 26 | Финляндия                   | ПЗ  | Йоэл Маттссон       | 1999 |  |  |  |  |
|    |                             |     |                     |      |  |  |  |  |
| 9  | Финляндия                   | Нап | Вахид Хамбо         | 1995 |  |  |  |  |
| 18 | Кот-д’Ивуар                 | Нап | Мухамед Олавале     | 1998 |  |  |  |  |
| 77 | Нигерия                     | Нап | Кеннеди Игбоананике | 1989 |  |  |  |  |

### Игроки в аренде
| \| № \| \| Поз. \| Имя \| Год рождения \| \| -- \| \| ---- \| ----------------------------------------------- \| ------------ \| \| 19 \| \| ПЗ \| Йоэл Карлстрём (в Хускварне до 31 декабря 2021) \| 2001 \| |           |      |                                                 |              |
| № |           | Поз. | Имя                                             | Год рождения |
| 19 | Финляндия | ПЗ   | Йоэл Карлстрём (в Хускварне до 31 декабря 2021) | 2001         |

## Статистика выступлений с 2003 года
| Сезон | Ранг | Турнир       | Место | И  | В  | Н  | П  | ГЗ | ГП | РГ  | Очки | Кубок       |
| ----- | ---- | ------------ | ----- | -- | -- | -- | -- | -- | -- | --- | ---- | ----------- |
| 2003  | 3    | Какконен     | 2     | 22 | 11 | 5  | 6  | 37 | 25 | +12 | 38   | 2-й раунд   |
| 2004  | 2    | Юккёнен      | 2     | 26 | 16 | 2  | 8  | 52 | 32 | +20 | 50   | 3-й раунд   |
| 2005  | 1    | Вейккауслига | 12    | 26 | 6  | 5  | 15 | 27 | 42 | -15 | 23   | 1/16 финала |
| 2006  | 1    | Вейккауслига | 5     | 24 | 10 | 7  | 7  | 31 | 22 | +9  | 37   | 1/8 финала  |
| 2007  | 1    | Вейккауслига | 6     | 26 | 9  | 10 | 7  | 31 | 30 | +1  | 37   | —           |
| 2008  | 1    | Вейккауслига | 12    | 26 | 7  | 5  | 14 | 24 | 40 | -16 | 26   | —           |
| 2009  | 1    | Вейккауслига | 4     | 26 | 10 | 13 | 3  | 30 | 21 | +9  | 43   | —           |
| 2010  | 1    | Вейккауслига | 12    | 26 | 7  | 7  | 12 | 38 | 43 | -5  | 28   | 1/2 финала  |
| 2011  | 1    | Вейккауслига | 7     | 33 | 10 | 8  | 15 | 39 | 47 | -8  | 38   | 1/2 финала  |
| 2012  | 1    | Вейккауслига | 4     | 33 | 13 | 12 | 8  | 50 | 43 | +7  | 51   | 1/4 финала  |
| 2013  | 1    | Вейккауслига | 4     | 33 | 14 | 7  | 12 | 57 | 62 | -5  | 49   | 1/2 финала  |
| 2014  | 1    | Вейккауслига | 5     | 33 | 14 | 6  | 13 | 49 | 55 | -6  | 48   | 1/2 финала  |
| 2015  | 1    | Вейккауслига | 6     | 33 | 11 | 12 | 10 | 30 | 36 | -6  | 45   | Победитель  |
| 2016  | 1    | Вейккауслига | 1     | 33 | 17 | 10 | 6  | 40 | 25 | +15 | 61   | 1/8 финала  |
| 2017  | 1    | Вейккауслига | 5     | 33 | 13 | 10 | 10 | 44 | 42 | +2  | 49   | 1/4 финала  |
| 2018  | 1    | Вейккауслига | 10    | 33 | 8  | 7  | 18 | 37 | 59 | -22 | 31   | 1/8 финала  |
| 2019  | 1    | Вейккауслига | 6     | 27 | 9  | 5  | 13 | 31 | 34 | -3  | 32   | Финалист    |
| 2020  | 1    | Вейккауслига | 9     | 22 | 6  | 5  | 11 | 29 | 43 | -14 | 23   | 1/16 финала |

## Выступления в еврокубках
| Сезон   | Турнир              | Раунд                   | Соперник      | Дома | В гостях | Общий счёт |  |
| ------- | ------------------- | ----------------------- | ------------- | ---- | -------- | ---------- |  |
| 2013/14 | Лига Европы УЕФА    | Первый отборочный раунд | Интер Баку    | 0:2  | 1:1      | 1:3        |  |
| 2016/17 | Лига Европы УЕФА    | Первый отборочный раунд | Одд Гренланд  | 1:1  | 0:2      | 1:3        |  |
| 2017/18 | Лига чемпионов УЕФА | Второй отборочный раунд | Легия Варшава | 0:3  | 0:6      | 0:9        |  |